# 小人闖天下
《小人闖天下》是美國工作室Skookum Arts開發並發行的橫向捲軸型益智遊戲。遊戲於2020年1月首發，對應Linux、macOS和Microsoft Windows平台。PlayStation 4和PlayStation 5移植版於2021年1月發行；任天堂Switch、Xbox One和Xbox Series X/S移植版發行時間待定。